# Maria Vicol
Maria Vicol, född 17 oktober 1935 i Bukarest, död 13 mars 2015, var en rumänsk fäktare.
Vicol blev olympisk bronsmedaljör i florett vid sommarspelen 1960 i Rom.